# Emile Clerico
Emile Clerico (pseudoniem van Emile De Clercq) (Ledeberg, 1902 – Gent, 1976) was een Gents kunstschilder, bekend van zijn stillevens en bloemen.

## Levensloop
Clerico was leerling van Karel Van Belle (1884-1959). Hij had zijn atelier in het Pand (Onderbergen) en daarna in het Karmelietenklooster in het Patershol, beide in Gent.
Clerico schilderde landschappen, naakten, bloemen en stillevens.
Hij had een individuele tentoonstelling in de Zaal Taets (Salle Taets) in Gent.